# Departament de Cabañas
Cabañas és un departament de la regió paracentral del Salvador, creat el 10 de febrer de 1873. Té una extensió de 1103,51 km² i una població de més de 200.000 habitants. La seva capital és Sensuntepeque. Aquesta regió té moltes reserves naturals. El departament va ser nomenat en honor del polític hondureny centreamericanista José Trinidad Cabañas.

## Geografia
Està situat en el centre nord del país. Confina al nord amb el departament de Chalatenango, al nord-oest amb Hondures, a l'est amb el departament de San Miguel, al sud amb San Vicente, i a l'oest amb Cuscatlán. Destaquen en el departament el riu Lempa (88.0 km), els embassaments del Cerrón Grande i la presa hidroelèctrica 5 de Novembre; els turons La Creu (921.0 msnm) i l'Ocotillo (1,014 msnm).

## Demografia
Cabañas posseeix una extensió territorial d'1,103.51 km² corresponent a l'àrea rural 1.099,91 km² i a l'àrea urbana 3,60 kms2. Té una població de 149,326 habitants (homes: 70.204 i dones: 79.122) dels quals el 66,7% pertanyen a l'àrea rural. Dels 149.326 habitants hi ha 23,331 blancs, 124,748 mestissos, 467 negres, 33 lenques, 2 kakawira i 745 ignorat. La taxa de creixement poblacional és del 0,26% anual, La taxa de mortalitat és de 5.7 per mil i la Taxa de fecunditat és de 2.8 fills per dona.
Al departament de Cabañas han emigrat 12.345 persones (8.145 homes, 3.464 dones i 736 ignorats), diferències importants es destaquen en alguns municipis del departament.

## Economia
El departament de Cabañas és productor de grans bàsics, cafè, canya de sucre, anyil, pastures, ajonjolí, hortalises i fruites; es dedica a la criança de bestiar boví, porcí, cavalls, ases, mules i cabres; a la indústria de terrisseria, làctics i a l'explotació de minerals com l'or, la plata i el coure. També té interès la població d'Ilobasco i la seva producció artesanal terrissaire.

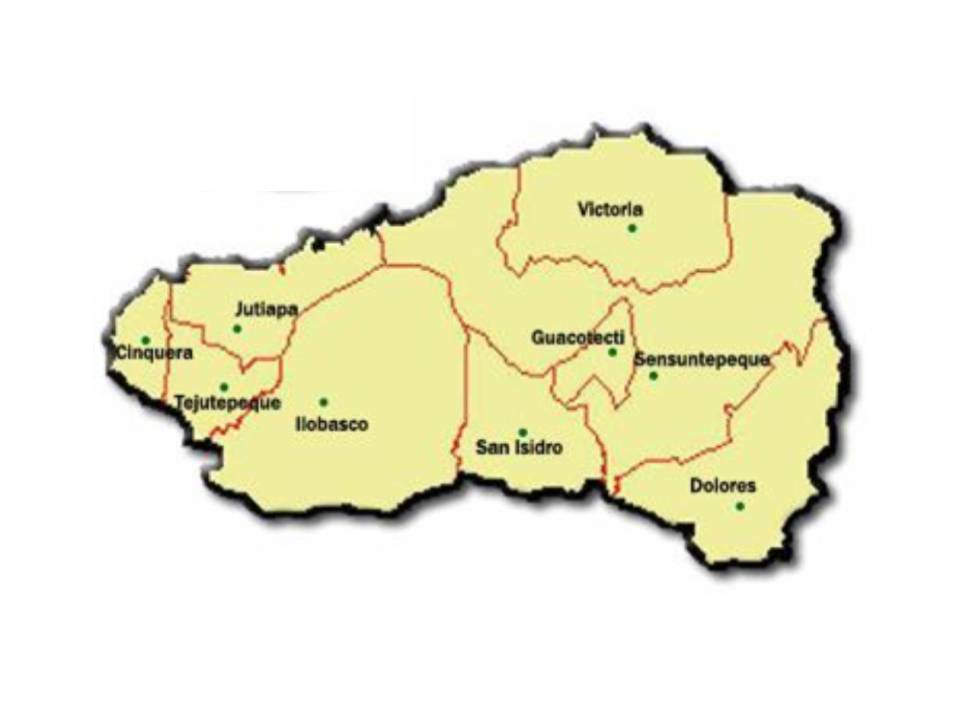
Divisió Política del departament de Cabañas

## Municipis
| Municipi      | Territori  | Població    |
| ------------- | ---------- | ----------- |
| Cinquera      | 34.51 km²  | 1,467 hab.  |
| Dolores       | 149.05 km² | 6,347 hab.  |
| Guacotecti    | 21.01 km²  | 5,550 hab.  |
| Ilobasco      | 249.69 km² | 61,510 hab. |
| Jutiapa       | 67.12 km²  | 6,584 hab.  |
| San Isidro    | 78.33 km²  | 7,796 hab.  |
| Sensuntepeque | 306.33 km² | 40,332 hab. |
| Tejutepeque   | 50.52 km²  | 7,114 hab.  |
| Victoria      | 146.95 km² | 12,626 hab. |

## Història
Segons un dels seus biògrafs, el general hondureny José Trinidad Cabañas; "era centreamericà pels seus ideals i aspiracions a les quals va dedicar la seva vida." Això va inspirar als legisladors del país qui, volent honrar la memòria d'aquest valerós soldat van batejar amb el seu nom aquest departament el 10 de febrer de 1873 per mitjà de Decret Legislatiu.
Els historiadors afirmen que el General Cabañas, va barallar al costat del General Francisco Morazán, a qui va aconseguir rescatar el 14 de setembre de 1842, quan estava situat a San José, Costa Rica. En 1852, el Gral. Cabañas va assumir la presidència d'Hondures i després va ser enderrocat. Va estar també al servei del Gral. Gerardo Barrios, el seu cunyat.
Després de la tràgica mort del patriota Barrios, en 1865, José Trinidad Cabañas es va retirar en condicions precàries, però amb dignitat a Hondures, on va morir l'any de 1871.
L'actual governador departamental és el metge Vicente Rovira Guzmán nomenat al juliol de 2009, pel president d'El Salvador, Mauricio Funes.
L'ex governador departamental pels anys 1994-2003, José Arturo Vásquez Machado, va ser assassinat el 9 de novembre de 2009 a la capital San Salvador.